# Basudebpur
Basudebpur é uma cidade e uma notified area committee no distrito de Bhadrak, no estado indiano de Orissa.

## Geografia
Basudebpur está localizada a 21° 08′ N, 86° 44′ L. Tem uma altitude média de 3 metros (9 pés).

## Demografia
Segundo o censo de 2001, Basudebpur tinha uma população de 29,998 habitantes. Os indivíduos do sexo masculino constituem 52% da população e os do sexo feminino 48%. Basudebpur tem uma taxa de literacia de 60%, superior à média nacional de 59.5%; com 60% para o sexo masculino e 40% para o sexo feminino. 14% da população está abaixo dos 6 anos de idade.